# Алессандра Амброзіо
Алесса́ндра Ко́рін Амбро́зіо (порт. Alessandra Corine Ambrosio, МФА: [aleˈsɐ̃dɾɐ ɐ̃ˈbɾɔzju]; нар. 11 квітня 1981, Ерешин, Ріу-Гранді-ду-Сул, Бразилія) — бразильська супермодель.

## Біографія
Народилася в маленькому містечку Ерешин на півдні Бразилії. Наполовину полька, наполовину італійка. Її батьки володіють АЗС, а сестра Алін Амбросіо (Aline Ambrosio) — адвокатка.
В 11 років перенесла косметичну операцію з корекції вух. Пізніше страждала від ускладнень.

## Кар'єра
Бажання стати фотомоделлю виявила у 8 років. Перші кроки в модельній кар'єрі зробила в 12 років, вступивши на модельні курси. У 15 років здобула перемогу в національному конкурсі „Elite Model Look“, після якої отримала контракт.
Її першою великою роботою стали зйомки для журналу „ELLE“, обличчя Алессандри з'явилося на обкладинці.
Алессандра Амброзіо відразу була помічена і почала працювати з найбільшими світовими бренд-компаніями, що включають Revlon, Rolex, Giorgio Armani, Calvin Klein і Ralph Lauren, а також всесвітньо відомий Pirelli calendar.
У 1996 році вперше з'явилася на обкладинці журналу Glamour. Амброзіо з'являлася на обкладинках найвідоміших журналів моди, включаючи „Vogue“, „Harper's Bazaar“, „Marie Claire“, „ELLE“. 
Працювала з такими провідними дизайнерами, як Laura Biagiotti, Christian Lacroix, Byblos, Fendi, Issey Miyake, Kenzo, Christian Dior, Nicole Miller, Ralph Lauren, Giorgio Armani, Vivienne Westwood, Oscar de la Renta.
У 2001 році вперше взяла участь у шоу-показі Victoria's Secret, почавши багаторічну співпрацю з компанією. У 2004 році стала обличчям нової лінії білизни Pink від Victoria's Secret.
2006 року виконала епізодичну роль тенісистки у фільмі про Джеймса Бонда „Казино Рояль“.
Випускає власну лінію купальників, що носить її ім'я („Alessandra Ambrosio by Sais“).
Була ведучою на таких заходах, як MTV Awards і Fashion Rocks.
Алессандра Амброзіо є амбасадоркою Національного товариства розсіяного склерозу (National Multiple Sclerosis Society).

## Особисте життя
24 серпня 2008 року під Флоріанополісом, Бразилія, народила доньку Аню Луїзу Амброзіо Мазур від чоловіка, каліфорнійського бізнесмена Джеймі Мазура. Вже через кілька місяців після пологів брала участь в показі нижньої білизни від Victoria's Secret. 7 травня 2012 народила сина Ноа Феніка Амброзіо Мазура/